# 海兵空地任務部隊
海兵空地任務部隊（かいへいくうちにんむぶたい、英語: Marine air-ground task force, MAGTF）は、アメリカ海兵隊が編成する任務部隊の種類。海兵隊の地上・航空部隊の双方から相当の戦闘力を参加させ、戦闘行動や訓練のために編組される。

## 来歴
第二次世界大戦において、アメリカ海兵隊は諸兵科連合、特に地上部隊と航空部隊の緊密な連携によって成功を収めた。この成功を受けて空地連携が更に推し進められることになり、1947年に制定された国家安全保障法では、海兵隊部隊の編制内に航空部隊が含まれることが明記された。そして1952年、アメリカ合衆国議会は、海兵隊の航空部隊・地上部隊の統合の推進を打ち出した。
これを受けて、1954年、海兵隊総司令官は「海兵空地任務部隊コンセプト」を打ち出して、大西洋艦隊海兵軍 (FMFLant) において実験的に第2海兵空地任務部隊（2d Mar AG Task Force, FMF）が編成された。同年4月には、さっそく上陸戦演習（LANTRAEXES）において実験が行われたほか、以後も、当時発達しつつあったヘリボーン戦術の活用をも組み込んで、演習での実験が重ねられた。
これらの検討を経て、1963年12月、海兵隊達（Marine Corps Order）3120.3が発されて、MAGTFの編制が正式に定められた。

## 編制
MAGTFの特徴は、均衡が取れた陸・空の戦力および兵站支援能力を備えた部隊を、自己完結型の「パッケージ」として組織している点にある。危機の性格や敵の軍事力に応じて様々な規模のMAGTFが編成されるが、小さなMAGTFを集めて大きなMAGTFを編成する訳ではないことも特徴的である（大規模なMAGTFの指揮下に小規模なMAGTFが編成されることはある）。

### 構成要素

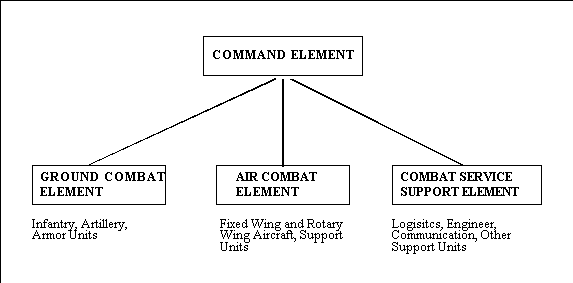
MAGTFの4つの構成要素

MAGTFは、下記の4種類の部隊単位から構成される。
指揮部隊 (Command element, CE) 
他の部隊を指揮する司令部と、それらを支援する諜報、通信、管理支援を行う単位。
地上戦闘部隊 (Ground combat element, GCE) 
歩兵部隊を中核として、戦車・砲兵・工兵、更には斥候・偵察・狙撃および前線航空管制や水陸両用強襲車その他が含まれる単位。
航空戦闘部隊 (Aviation combat element, ACE) 
MAGTFの航空戦力を担う単位であり、あらゆる航空機（回転翼機、パワード・リフト、固定翼機）、操縦士と整備要員および航空運用のための指揮統制を含む。理想的には6つの能力（強襲支援、対航空機戦、攻撃航空支援、電子戦、航空機とミサイルの管制、航空偵察）を提供するが、この全能を発揮できるのはMEB以上の規模のMAGTFに限られる。
兵站戦闘部隊 (Logistics combat element, LCE) 
MAGTFのための支援部隊すべてを含む単位。通信、戦闘工兵、自動車輸送、衛生、補給、空輸などの特定専門グループ、上陸支援チームなどで構成され、海兵空地任務部隊の即応性の継続と継戦能力の維持に必要な全てが含まれる。
上記の通り、MAGTFは様々な規模で編成されるが、いずれもそれぞれの規模に応じてこれら4つの構成要素を備え、有機的に結合されると共に、迅速に派遣できる体制が整っている。

### 部隊規模
古典的には、下記の3つの規模のMAGTFが常設されてきた。
| 部隊規模           | 指揮官     | 総人員規模     | GCE            | ACE          | LCE        | 独力での継戦能力 |
| ------------------ | ---------- | -------------- | -------------- | ------------ | ---------- | ---------------- |
| 海兵遠征軍 (MEF)   | 中将・少将 | 2－9万名       | 師団 (MARDIV)  | 航空団 (MAW) | 群 (MLG)   | 60日間まで       |
| 海兵遠征旅団 (MEB) | 少将・准将 | 3,000－2万名   | 連隊基幹 (RLT) | 航空群 (MAG) | 連隊 (CLR) | 30日間まで       |
| 海兵遠征部隊 (MEU) | 大佐       | 1,500－3,000名 | 大隊基幹 (BLT) | 飛行隊 (VMM) | 大隊 (CLB) | 15日間まで       |

このうち、MEUのうちいくつかは、海軍の揚陸艦部隊とともに両用即応群（ARG）や遠征打撃群（ESG）を編成して、常時洋上待機状態にある。またこのほか、これらの枠に囚われない部隊として特別目的海兵空地任務部隊（SPMAGTF）がある。これは特殊作戦や特殊任務などの他、特定地域における演習や特定の任務を実施する為に編組される。
なおベトナム戦争の時期のアメリカ海兵隊は、現地住民の感情に配慮して第一次インドシナ戦争の際のフランス極東遠征軍 (CEFEO) との差別化を図るため、MAGTFを含む部隊名の「遠征」（expeditionary）を「両用」（amphibious）と呼び替えるようにしており、例えば海兵遠征部隊（MEU）も「海兵両用部隊」（MAU）と称されていたが、1987年にグレイ大将が海兵隊総司令官に着任すると、いずれも「遠征」に戻された。

## 部隊一覧
海兵遠征軍 (MEF)
- ：第1海兵遠征軍、カリフォルニア州サンディエゴ、キャンプ・ペンドルトン
- ：第2海兵遠征軍、ノースカロライナ州ジャクソンビル、キャンプ・レジューン
- ：第3海兵遠征軍、沖縄県うるま市、キャンプ・コートニー

 海兵遠征旅団 (MEB)
- ：第1海兵遠征旅団（英語版）、カリフォルニア州サンディエゴ、キャンプ・ペンドルトン
- ：第2海兵遠征旅団（英語版）、ノースカロライナ州ジャクソンビル、キャンプ・レジューン
- ：第3海兵遠征旅団（英語版）、沖縄県うるま市、キャンプ・コートニー
- 第5海兵遠征旅団（英語版）、バーレーン (Naval Support Activity Bahrain)

 海兵遠征部隊 (MEU)
- ：第11海兵遠征部隊（英語版）、カリフォルニア州サンディエゴ、キャンプ・ペンドルトン
- ：第13海兵遠征部隊（英語版）、カリフォルニア州サンディエゴ、キャンプ・ペンドルトン
- ：第15海兵遠征部隊（英語版）、カリフォルニア州サンディエゴ、キャンプ・ペンドルトン
- ：第22海兵遠征部隊（英語版）、ノースカロライナ州ジャクソンビル、キャンプ・レジューン
- ：第24海兵遠征部隊（英語版）、ノースカロライナ州ジャクソンビル、キャンプ・レジューン
- ：第26海兵遠征部隊（英語版）、ノースカロライナ州ジャクソンビル、キャンプ・レジューン
- ：第31海兵遠征部隊、沖縄県金武町、キャンプ・ハンセン

特別目的海兵空地任務部隊 (SPMAGTF)
- SPMAGTF-CR-AF（アフリカ軍）
- SPMAGTF-CR-CC（中央軍）